# بیر کریک، شهرستان مرسد، کالیفرنیا
بیر کریک، شهرستان مرسد (به انگلیسی: Bear Creek) یک منطقهٔ مسکونی در ایالات متحده آمریکا است که در شهرستان مرسد، کالیفرنیا واقع شده‌است. بیر کریک، شهرستان مرسد ۰٫۱۴۸ کیلومتر مربع مساحت و ۲۹۰ نفر جمعیت دارد و ۵۸ متر بالاتر از سطح دریا واقع شده‌است.